# Марковилла
Марковилла (фин. Markovilla) — бывшее имение графа Ф. П. Толстого на берегу бухты Защитной Выборгского залива напротив имения Монрепо, в северо-восточной части Выборга (в нынешнем микрорайоне Кировские Дачи).

## История
По воспоминаниям Фёдора Петровича Толстого (1783—1873), его первые детские впечатления были связаны с Выборгом, куда был во время Русско-шведской войны (1788—1790) направлен его отец, начальник кригскомиссариата бригадир П. А. Толстой. В Выборге жила бабушка Ф. П. Толстого со стороны матери, и он часто бывал у неё. Уже будучи известным медальером, скульптором, графиком и живописцем, Толстой приобрёл усадьбу с видом на Выборгский замок, получившую название от имени построившего её британского консула Маркуса Райта. В ней с начала 1850-х гг. и до самой смерти он с семьёй проводил летние месяцы. В 1855 году живописец нарисовал картину «Вид в саду дачи Марковиль в Финляндии».
Здание усадьбы представляло собой двухэтажный деревянный дом в стиле классицизма. Позади дома размещались одноэтажные флигели, а перед домом — широкий двор с газоном и пристанью для лодок.
В числе гостей на даче Ф. П. Толстого были А. И. Мещерский, Г. Г. Чернецов, Н. И. Костомаров и Н. А. Северцов.
В конце XIX века была создана Выборгская и Финляндская епархия, и имение Марковилла было приобретено государством для размещения архиерейского дома. В 1896—1897 годах здесь по проекту архитектора Н. С. Петрова была построена крестовая домовая церковь Михаила Архангела. После того как в 1906 году был построен архиерейский дом в центре Выборга, Марковилла превратилась в архиерейскую дачу, где архиепископ Сергий со свитой жил только летом.
В 1912 году по решению Министерства народного просвещения в рамках политики русификации Финляндии в Выборге была открыта учительская семинария для подготовки учителей в русских начальных училищах Великого княжества Финляндского. В 1913-14 годах на землях имения было построено внушительное каменное здание «Выборгской учительской семинарии в память 300-летия благополучного царствования Дома Романовых», возведённое по проекту инженер-полковника Главного военно-технического управления русской императорской армии Леонида Викторовича Глушкова в неорусском стиле и рассчитанное на 46 помещений. В семинарию принимались юноши не моложе 16 лет. Вокруг четырёхэтажного здания, помимо построек, разместились опытные поля для занятий по сельскому хозяйству. Однако семинария проработала в здании недолго, до весны 1917 года. Первая мировая война и Февральская революция изменили назначение зданий Марковиллы. На основании решения министра народного просвещения 13 марта 1917 года семинаристы были распущены, рассматривался вопрос о перемещении учительской семинарии в Старую Руссу.
Освободившееся здание было задействовано для проведения 17-19 апреля 1917 года Первого областного съезда Советов Финляндии. Здесь же состоялись два съезда 42-го армейского корпуса русской армии, расквартированного в Финляндии (23-28 мая и 2-5 октября), в результате здание до 23 ноября 1917 года стало местом размещения избранного на съездах армейского комитета корпуса. Видную роль в комитете играли Г. З. Заонегин и А. С. Раков.
После провозглашения независимости Финляндии дом перешёл в распоряжение финских вооружённых сил. В 1918 году здесь разместилась финская военно-учебная часть: в 1918—1920 годах курсы обучения офицеров запаса, затем школа младшего командного состава, последний выпуск которой состоялся в 1939 году. Православная церковь Михаила Архангела в 1926 году была закрыта, здание не сохранилось. Иконостас в 1929 году перенесён в сортавальскую церковь Петра и Павла.
После советско-финских войн (1939—1944) Марковилла перешла в ведение Вооружённых сил СССР. В помещениях бывшей семинарии ещё в 1940 году предполагалось размещение педагогического училища, но в конце концов их заняла 561-я мореходная школа специалистов рядового плавсостава ВМФ («школа юнг»), одна из трёх, открытых в послевоенное время в СССР. Здесь для военного флота юноши учились на машинистов, радистов, электриков, мотористов и кочегаров. В 1960 году состоялся последний выпуск: три школы юнг (в тогдашней орфографии — «школы юнгов») были объединены и переведены в Кронштадт.
После закрытия школы здание занял туберкулёзный санаторий Министерства обороны, в 1989 году преобразованный в филиал Выборгского госпиталя.
К настоящему времени деревянное здание усадьбы Ф. П. Толстого не сохранилось, каменное здание бывшей семинарии пустует. Из других построек Марковиллы сохранилась каменная водонапорная башня — смотровая вышка.

## Изображения

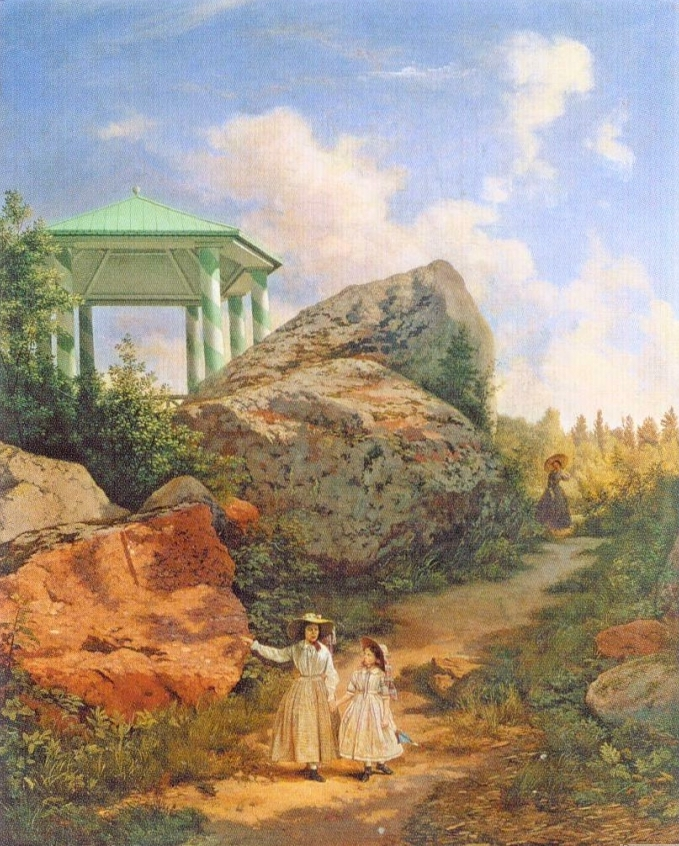
«Вид в саду дачи Марковиль в Финляндии» (Ф. П. Толстой)
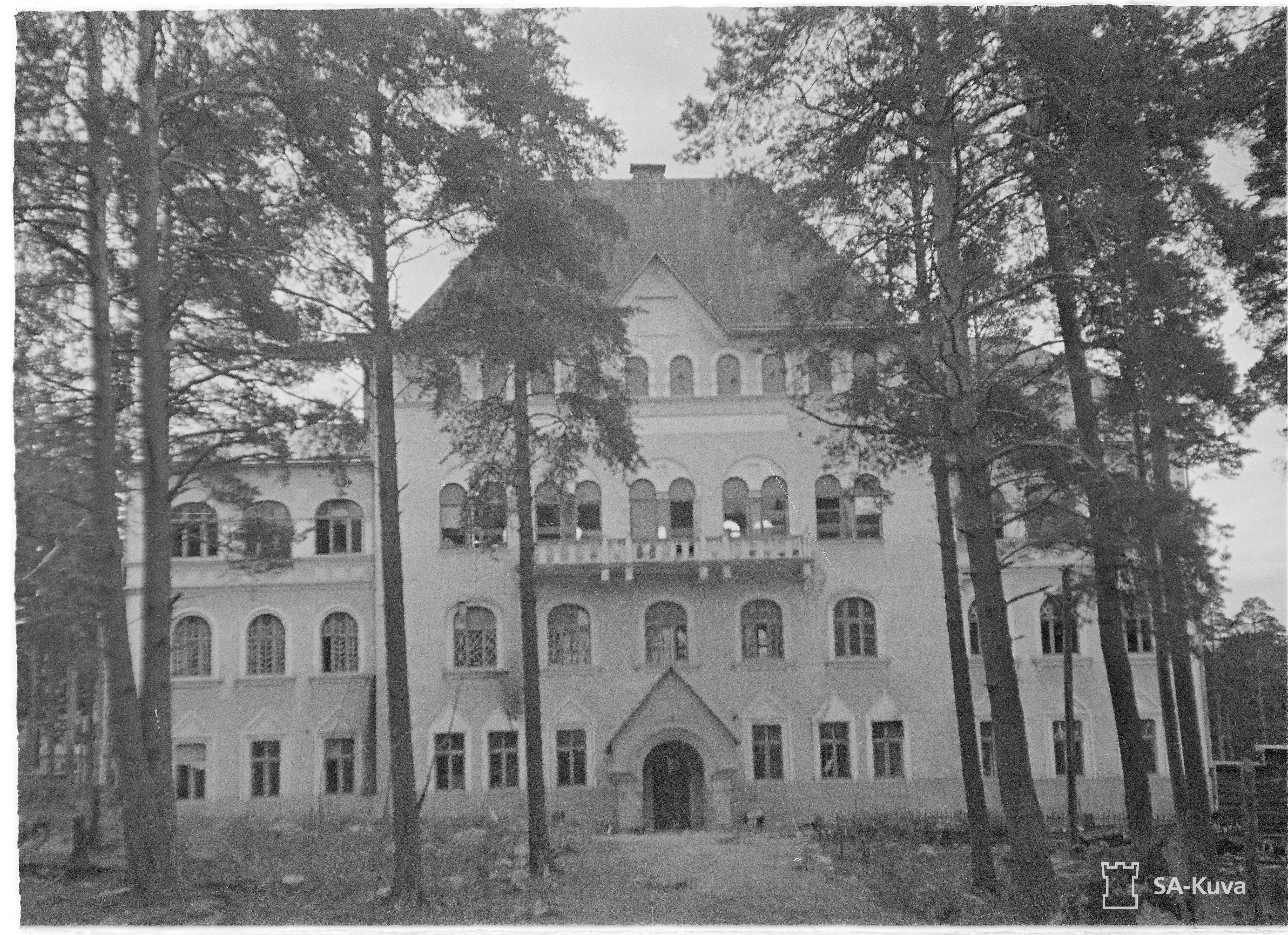
Здание бывшего военного училища в 1941 году
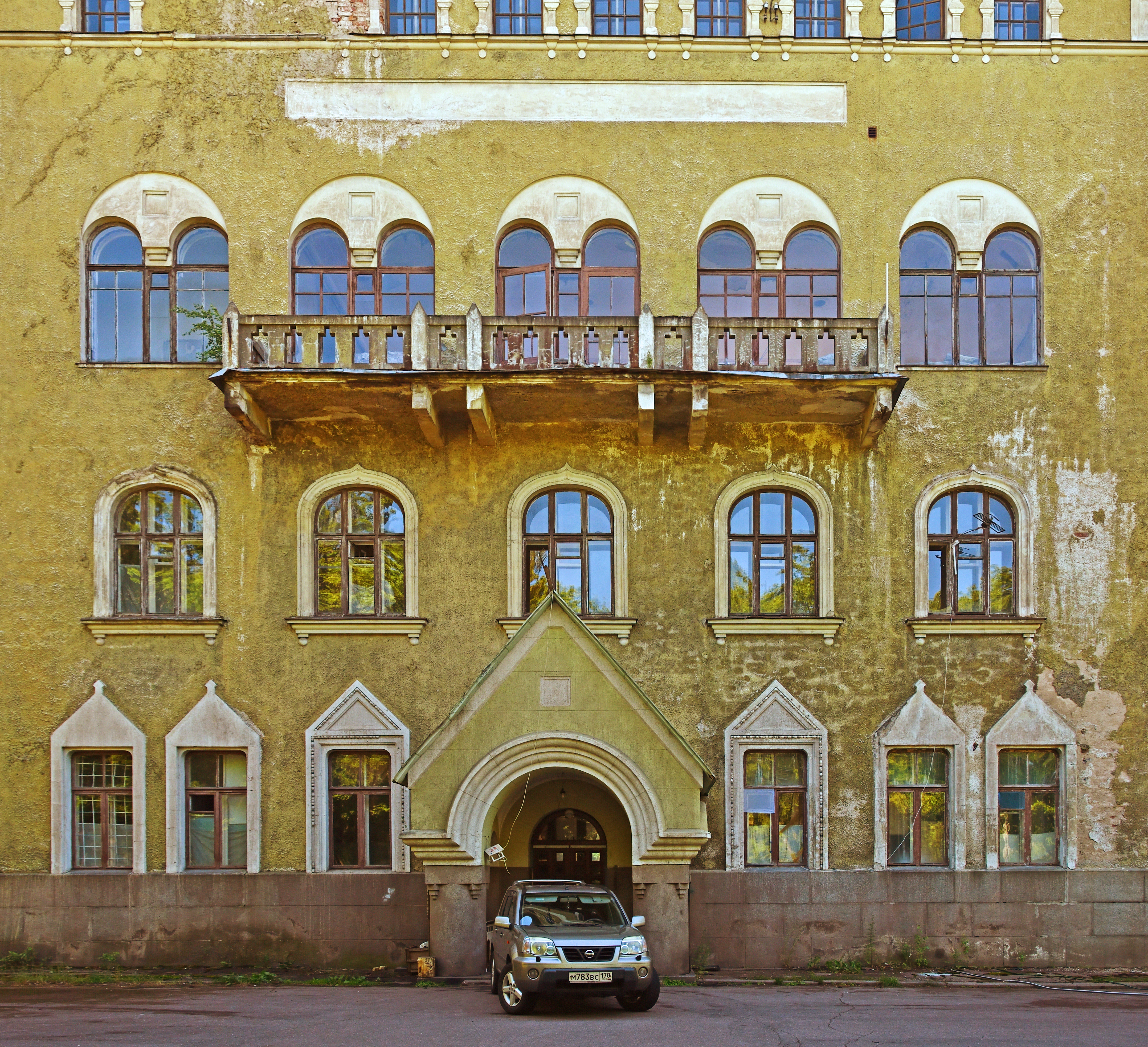
Фасад в 2019 году
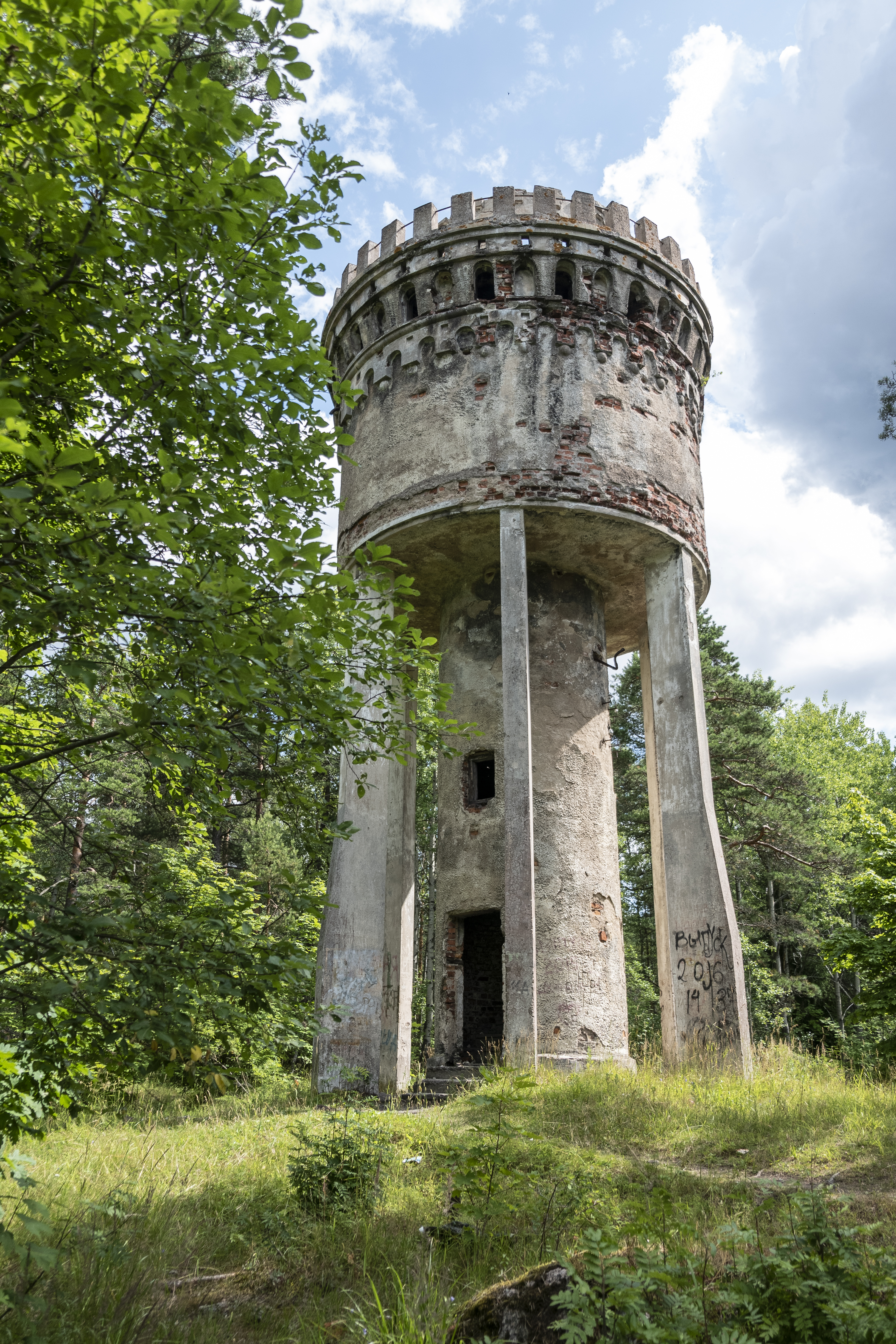
Смотровая вышка (бывшая водонапорная башня) в 2019 году